# Povodeň svaté Lucie
Povodeň svaté Lucie (nizozemsky Sint-Luciavloed) byla přírodní katastrofa, při níž v noci ze 13. na 14. prosinec 1287 (na den svaté Lucie) zasáhl bouřlivý příliv oblasti na pobřeží Severního moře, především Holandsko a Frísko. Počet mrtvých se odhaduje na padesát až osmdesát tisíc, zničeno bylo třicet vesnic ve Východním Frísku a Hickling v anglickém hrabství Norfolk (jihovýchodní Anglie byla vážně poškozena záplavami už v únoru téhož roku). Zaplaven byl ostrov Griend a písečné duny oddělující sladkovodní jezero Flevo od moře, čímž vznikl záliv Zuiderzee. To způsobilo geografickou izolaci Západního Fríska od ostatních fríských území a usnadnilo jeho připojení k Holandskému hrabství, k němuž došlo v roce 1297. Mnoho lidí žijících na pobřeží se v důsledku katastrofy odstěhovalo do lépe chráněné oblasti geestů.